# Jewhen Czykałenko
Jewhen Charłampijowycz Czykałenko, ukr. Євген Харлампійович Чикаленко (ur. 9 grudnia?/21 grudnia 1861 we wsi Pereszory k. Odessy, zm. 20 czerwca 1929 w Pradze) – ukraiński polityk, publicysta, ziemianin.
Był inicjatorem i protektorem wielu przedsięwzięć  kulturalnych, finansował ukraińską prasę i wydawnictwa. Był członkiem „starej” Hromady i Ukraińskiej Partii Demokratyczno-Radykalnej. Inicjator powstania i faktyczny przywódca Towarzystwa Ukraińskich Postępowców. W 1917 został wybrany do Ukraińskiej Centralnej Rady, później wycofał się z życia politycznego. W 1920 wyemigrował do Austrii, a następnie do Czechosłowacji.